# 努紹夫
努紹夫是瑞士的城鎮，位於該國北部，由巴塞爾鄉村州負責管轄，面積1.72平方公里，海拔高度543米，2012年人口250，六成半人口信奉基督教，人口密度每平方公里145人。